# 殘酷舞台真實錄
《殘酷舞台真實錄 LIVE DVD》（英文:Show on Cruel Stage Live，簡稱《殘酷舞台》）是台灣男歌手羅志祥於2008年7月11日發行的第一張演唱會專輯。DVD內紀錄了2007年11月17日-11月18日於台北小巨蛋舉行的兩場《一支獨SHOW 世界巡迴演唱會》的精華片段，影片亦穿插了一些訪問片段。
《殘酷舞台》收錄了由羅志祥由Show Time至舞所不在時期，合共五張專輯的歌曲。同時收錄了羅志祥與表演嘉賓莫文蔚及楊丞琳合跳的舞蹈表演。而嘉賓蕭亞軒以及蔡依林部份和《Twinkle》、《力量》等則無法收錄。原因分別為，與Elva所合唱的《敗給你》因收音問題無法收錄，與Jolin合唱《天空》因版權問題無法收錄，《Twinkle》也同樣因為版權無法收錄。

## 唱片版本
- 晶酷鑽型立體版[2]
- 正式版[3]
- 晶酷鑽型立體限量版，一張晶酷鑽型立體版加國王LIVE完美舞技寫真卡和國王風采貼身文件資料夾[4]

- 王者風範光閃版，一張正式版及48頁國王LIVE英姿寫真本和羅志祥演藝殘酷之路血淚紀錄DVD[5]

## 曲目

### DVD 1
1. 紀錄一 ：殘酷舞台
2. "國王遊戲"
3. "嗆司嗆司"
4. "一支獨秀"
5. "敢不敢" / "碎碎念"
6. "小丑魚" +聊天
7. "真命天子"
8. 嘉賓: 莫文蔚及楊丞琳-舞蹈表演
9. 紀錄二：舞王之路
10. "拯救地球" - 原唱:杜德偉
11. "狂野之城" - 原唱:郭富城
12. "精舞門"
13. 紀錄三：爸爸。媽媽。祥祥
14. "幾分"
15. "灰色空間"
16. "自我催眠"

### DVD 2
1. 紀錄四：找不到的幸福
2. "愛＊轉角"
3. "好朋友"
4. "我不會唱歌"
5. 紀錄五：第二名的家人
6. "機器娃娃"
7. "Show Time"
8. "蝴蝶秀"
9. "狐狸精"
10. "幸福獵人"
11. "戀愛達人"

## 成績
- G-Music風雲榜（影音榜）:
  - 首週銷售排名第1（第28週計算時間：2008/07/11 - 2008/07/17），百分比為38.02%[6]
  - 在榜週數達65週（即1年又13週）[7]

- 五大金榜（影音榜）:
  - 首週銷售排名第1（第28週計算時間：2008/07/11 - 2008/07/17），百分比為41.67%[8]

- 國際唱片業協會(香港會)有限公司（IFPIHK）:
  - 於香港唱片銷量大獎2008中獲得十大暢銷國語唱片的殊榮[9]